# Linda Mazri
Linda Mazri, née le 21 décembre 2001, est une joueuse algérienne de badminton.

## Carrière
Linda Mazri est médaillée de bronze en double dames avec Halla Bouksani aux Championnats d'Afrique de badminton 2018 à Alger.
Elle est médaillée d'argent par équipe aux Jeux africains de 2019 ainsi qu'aux Championnats d'Afrique 2021.
En 2023, elle est médaillée d'argent en double dames avec Yasmina Chibah aux Championnats d'Afrique individuels ainsi que médaillée de bronze au championnat d'Afrique de badminton par équipes mixtes 2023 à Johannesbourg .
Elle est médaillée d'or en double dames avec Yasmina Chibah et médaillée d'argent en double mixte avec Mohamed Abderrahime Belarbi aux Jeux panarabes de 2023 à Alger.
Elle est médaillée de bronze aux Championnats d'Afrique de badminton par équipes 2024 au Caire et médaillée d'or au Championnat d'Afrique de badminton par équipes mixtes 2025 à Douala.